# Nadleśnictwo Gniezno
Nadleśnictwo Gniezno – jednostka organizacyjna Lasów Państwowych podległa Regionalnej Dyrekcji Lasów Państwowych w Poznaniu. Jedno z 25 nadleśnictw w dyrekcji poznańskiej, położone w województwie wielkopolskim w powiecie gnieźnieńskim i powiecie słupeckim, w zasięgu działalności 13 gmin. Siedzibą nadleśnictwa jest Gniezno. Lesistość Nadleśnictwa wynosi 12,9%.
Nadleśnictwo podzielone jest na 2 obręby: Popowo Podleśne, Skorzęcin w ich skład wchodzi 12 leśnictw: Brody, Dolina, Hutka, Kowalewko, Las Miejski, Nowaszyce, Piłka, Skorzęcin, Smolniki, Stary Dwór, Wólka, Zakrzewo. W ramach nadleśnictwa działa Szkółka Leśna "Powidz".
Powierzchnia nadleśnictwa wynosi 19 634 ha (w tym powierzchnia leśna 18 463 ha).